# Concubina del levita
El episodio de la concubina del levita, también conocido como la Guerra Benjamita, es una narración bíblica en Jueces 19-21 (capítulos 19, 20 y 21 del Libro de los Jueces). Se trata de un levita de Efraín y su concubina, que viajan a través de la ciudad benjamita de Guibeá y son atacados por una turba que desea violar en grupo al levita. Entrega a su concubina a la multitud y la violan hasta que colapsa. Después de que ella muere a causa de los malos tratos, el levita desmembra su cuerpo y presenta los restos a las otras tribus de Israel. Indignadas por el incidente, las tribus juran que nadie entregará a su hija a los benjamitas en matrimonio y lanzan una guerra que casi aniquila a la tribu, dejando a sólo 600 hombres vivos. Sin embargo, luego se arrepienten del hecho, ya que temieron llevar a la tribu a su extinción total. Para asegurar la supervivencia de la tribu benjamita sin dejar de cumplir su juramento, los levitas saquean y masacran la ciudad de Jabesh-Gilead, ninguno de cuyos residentes participó en la guerra ni en el voto, y capturan a  400 doncellas para entregarlas como esposas a los benjamitas. A los 200 hombres a los que todavía les faltaban mujeres se les permitió sutilmente secuestrar a las doncellas que bailaban en Shiloh.

## Relato bíblico

### La indignación en Gabaa
Un levita de las montañas de Efraín tenía una concubina, la cual lo dejó y volvió a la casa de su padre en Belén de Judá. Heidi M. Szpek observa que esta historia sirve para apoyar la institución de la monarquía, y la elección de las ubicaciones de Efraín (el hogar ancestral de Samuel, que ungió al primer rey) y Belén (el hogar del rey David) no es casual.
Según la Versión King James y la Nueva Versión Internacional, la concubina le fue infiel al levita. Según una nota en la Septuaginta y en la Nueva Traducción Viviente ella estaba "enojada" con él. Las interpretaciones rabínicas dicen que la mujer estaba temerosa y enojada con su esposo y se fue porque él era egoísta, anteponiendo su propia comodidad a su esposa y su relación, y la Biblia de Cambridge para escuelas y universidades sostiene que la traducción de "enojada" "se adapta al contexto, lo que implica riña, pero no infidelidad, por parte de la mujer". El levita viajó a Belén para recuperarla y durante cinco días el padre de ella logró persuadirlo para que retrasara su partida. Al quinto día, el levita no quiso posponer más su viaje y partieron a última hora del día.

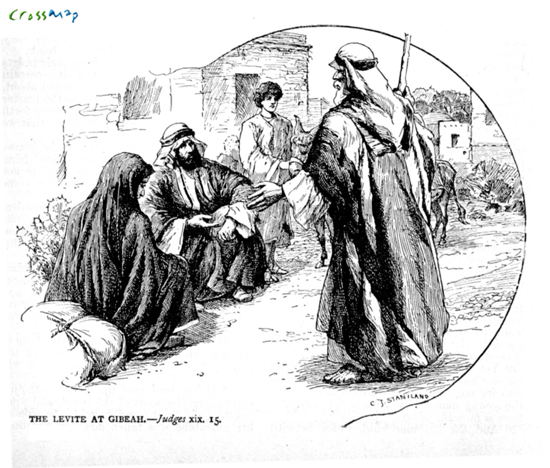
El levita intenta encontrar alojamiento en Guibeá. Por Charles Joseph Staniland, alrededor de 1900.

Cuando se acercaban a Jebús (Jerusalén), el siervo sugirió que pasaran la noche, pero el levita se negó a quedarse en una ciudad jebusea y continuaron hacia Guibeá. JP Fokkelman sostiene que 19:11–14. Es un quiasma, que gira en torno a que el levita se refiere a Jebús como "una ciudad de extranjeros que no son de Israel". Al hacer esto, el narrador insinúa el "egoísmo y el rancio egoísmo grupal" del levita. Sin embargo, no son los "extranjeros" de Jebús quienes cometen un crimen atroz, sino los benjaminitas en Guibeá.
Llegaron a Guibeá al anochecer. El levita y su grupo esperaron en la plaza pública, pero nadie les ofreció la hospitalidad acostumbrada. Finalmente, un anciano vino de trabajar en el campo y preguntó sobre su situación. Él también era de las montañas de Efraín, pero había vivido entre los benjaminitas por algún tiempo. Los invitó a pasar la noche en su casa en lugar de en la plaza abierta. Lo llevó a su casa y dio forraje a las asnas; se lavaron los pies, comieron y bebieron.

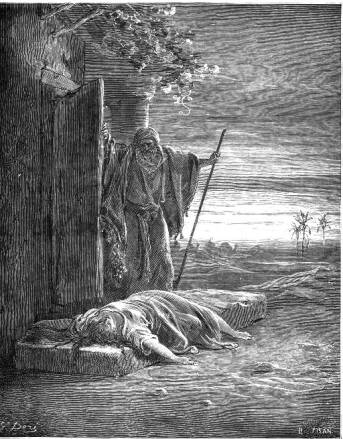
El israelita descubre a su concubina muerta en la puerta de su casa. Por Gustave Doré, hacia 1880.

De repente, unos hombres de la ciudad rodearon la casa y golpearon la puerta. Hablaron con el dueño de la casa, al anciano, y le dijeron: "Saca al hombre que vino a tu casa, para que lo conozcamos". "Conocer" es probablemente aquí un eufemismo para las relaciones sexuales, como en otros textos bíblicos y como lo traduce la NRSV.
El ejército efrainita ofreció en cambio a su propia hija soltera y la concubina del levita. Ken Stone observa: "Aparentemente, la violación sexual de las mujeres se consideraba menos vergonzosa que la de los hombres, al menos a los ojos de otros hombres. Tal actitud refleja tanto la subordinación social de las mujeres como el hecho de que la violación homosexual era vista como un acto particularmente severo ataque al honor masculino."
Cuando los hombres no se dejaron disuadir, el levita empujó a la concubina por la puerta. Abusaron de ella toda la noche y no la dejaron ir hasta el amanecer, cuando se desplomó frente a la puerta, donde el levita la encontró a la mañana siguiente. Al verla inconsciente, la subió a un burro y continuó su viaje a su casa. El relato no indica cuándo ni dónde murió la mujer. A su regreso, descuartizó su cuerpo en doce pedazos y los envió a las Doce Tribus de Israel, exigiendo venganza.

### La guerra contra Benjamín

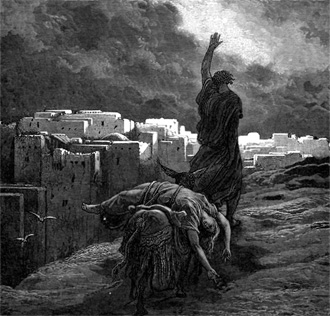
Indignación en Guibeá, el levita se lleva a su concubina muerta. Por Gustave Doré, hacia 1890.

Indignadas, las tribus confederadas se movilizaron para exigir justicia y reunieron una fuerza combinada de unos 400.000 israelitas confederados en Mizpa. Enviaron hombres por toda la tribu de Benjamín, exigiendo que entregaran a los hombres que cometieron el crimen para ser ejecutados. Sin embargo, los benjaminitas se negaron y decidieron ir a la guerra para defender a los hombres de Guibeá. Reunieron una fuerza rebelde benjamita de 26.000 hombres. Según Jueces 20:16, entre todos estos soldados había setecientos soldados escogidos que eran zurdos, con tan buena puntería que cada uno de los cuales podía arrojar una piedra a un cabello y no fallar. Cuando la tribu de Benjamín se negó a entregar a los culpables, el resto de las tribus marchó hacia Guibeá.
El primer día de la batalla, las tribus israelitas confederadas sufrieron grandes pérdidas. El segundo día, Benjamín salió contra ellos desde Guibeá y mató a miles de espadachines israelitas confederados.
Luego los israelitas confederados subieron a la casa de Dios. Se sentaron allí delante del Señor y ayunaron ese día hasta la tarde; y ofrecieron holocaustos y ofrendas de paz delante de Jehová (el Arca del Pacto de Dios estaba allí en aquellos días, y Finees hijo de Eleazar, hijo de Aarón, estaba delante de ella). Y el Señor dijo: "Sube, que mañana los entregaré en tu mano".
Al tercer día, los israelitas aliados pusieron emboscadas alrededor de Guibeá. Se formaron como antes y los benjaminitas rebeldes salieron a su encuentro. Los benjaminitas rebeldes mataron a unos treinta en los caminos y en el campo. Anticipando otra victoria, no se dieron cuenta de la trampa que se había tendido cuando los israelitas confederados parecieron retirarse y los benjaminitas fueron arrastrados fuera de la ciudad hacia los caminos que los perseguían, uno de los cuales sube a Betel y el otro a Guibeá. Los que sitiaban la ciudad lanzaron una gran nube de humo como señal, y la fuerza principal israelita se dio la vuelta para atacar. Cuando los benjaminitas vieron su ciudad en llamas y que la retirada había sido una artimaña, entraron en pánico y huyeron hacia el desierto, perseguidos por los israelitas confederados. Alrededor de 600 sobrevivieron al ataque y se dirigieron a la roca más defendible de Rimón, donde permanecieron durante cuatro meses. Los israelitas se retiraron a través del territorio de Benjamín, destruyendo todas las ciudades que encontraron, matando a todos los habitantes y a todo el ganado.

### Encontrando nuevas esposas

Tribus israelitas (Josué 13-19). En Jueces 19-21, todas las demás tribus atacan a Benjamín.

Según la Biblia hebrea, los hombres de Israel habían hecho un juramento en Mizpa, diciendo: "Ninguno de nosotros dará a su hija a Benjamín por esposa".
Entonces el pueblo llegó a la casa de Dios y permaneció allí delante de Dios hasta la tarde. Alzaron la voz y lloraron amargamente, y dijeron: Señor Dios de Israel, ¿por qué ha sucedido esto en Israel, que hoy falta una tribu en Israel?
Y así aconteció que a la mañana siguiente el pueblo se levantó temprano y edificó allí un altar, y ofreció holocaustos y ofrendas de paz. Los hijos de Israel dijeron: "¿Quién hay entre todas las tribus de Israel que no haya subido con la asamblea al Señor?" Porque habían hecho un gran juramento contra cualquiera que no hubiera subido al Señor en Mizpa, diciendo: "Seguramente morirá". Y los hijos de Israel se entristecieron por Benjamín su hermano, y dijeron: Hoy una tribu ha sido cortada de Israel. ¿Qué haremos con las esposas de los que quedan, ya que hemos jurado por el Señor que no les daremos nuestras hijas? como esposas?" Y dijeron: "¿Quién hay de las tribus de Israel que no haya subido a Mizpa al Señor?" Y, de hecho, nadie había venido al campamento desde Jabesh Galaad a la asamblea. Porque cuando se contó al pueblo, en verdad, ni uno solo de los habitantes de Jabesh Galaad estaba allí. Entonces la congregación envió allí doce mil de sus hombres más valientes, y les mandó, diciendo: Id y herid a filo de espada a los habitantes de Jabesh Galaad, incluyendo a las mujeres y a los niños. Y esto es lo que haréis. haz: destruirás por completo a todo varón y a toda mujer que haya conocido íntimamente a un hombre". Y encontraron entre los habitantes de Jabesh Galaad cuatrocientas jóvenes vírgenes que no habían conocido íntimamente a ningún hombre; y los llevaron al campamento en Silo, que está en la tierra de Canaán. Entonces toda la congregación envió mensaje a los hijos de Benjamín que estaban en la peña de Rimón, y les anunció la paz. Entonces Benjamín regresó en aquel tiempo, y les dieron las mujeres de Jabes de Galaad que habían salvado, pero sin embargo no tenían suficientes para ellos. Y el pueblo se entristeció por Benjamín, porque el Señor había dejado un vacío en las tribus de Israel.

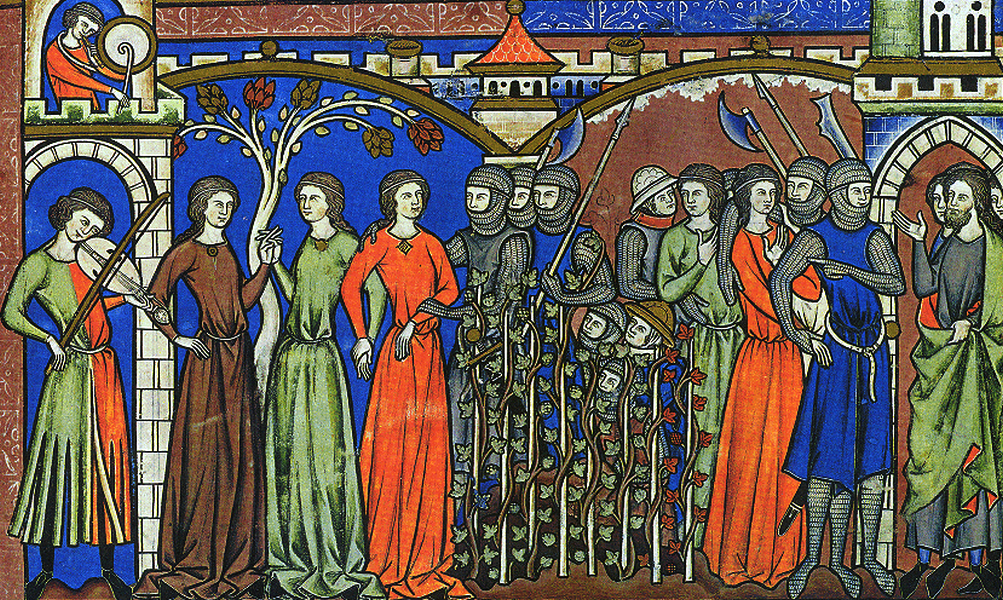
Ilustración de la Biblia de Morgan: los benjamitas toman como esposas a mujeres de Silo.

Entonces los ancianos de la congregación dijeron: "¿Qué haremos con las esposas de los que quedan, ya que las mujeres de Benjamín han sido destruidas?" Y dijeron: "Es necesario que haya una herencia para los supervivientes de Benjamín, para que una tribu no sea exterminada de Israel. Sin embargo, no podemos darles mujeres de nuestras hijas, porque los hijos de Israel han hecho un juramento, diciendo: "Maldito el que dé mujer a Benjamín".  Entonces dijeron: "De hecho, cada año se celebra una fiesta del Señor en Siló, que está al norte de Betel, al lado oriental del camino que sube de Betel hasta Siquem y al sur de Leboná". Por lo tanto, instruyeron a los hijos de Benjamín, diciendo: "Vayan, acechen en las viñas y vigilen; y justo cuando las hijas de Silo salgan a realizar sus danzas, entonces salgan de las viñas, y cada uno agarre un para sí esposa de las hijas de Silo; luego irás a tierra de Benjamín. Y sucederá que cuando sus padres o sus hermanos vengan a nosotros a quejarse, les diremos: "Sed bondadosos con ellos por amor a nosotros, porque no tomamos mujer para ninguno de ellos en la guerra; porque no es como si les habéis dado las mujeres en este tiempo, haciéndoos culpables de vuestro juramento".  Y los hijos de Benjamín así lo hicieron (el Tu B'Av); Tomaron suficientes esposas para su número entre los que bailaban, a quienes atraparon. Luego fueron y regresaron a su heredad, y reedificaron las ciudades y habitaron en ellas. Entonces los hijos de Israel partieron de allí en aquel tiempo, cada uno a su tribu y familia; De allí salieron cada uno a su heredad.
Según el Libro de Jueces 20:15-18, la fuerza de los ejércitos ascendía a 26.000 hombres del lado de Benjamín (de los cuales sólo 700 de Guibeá) y 400.000 hombres del otro lado.

## Interpretación rabínica
R. Ebiathar y R. Yonatan explican que este incidente muestra que una persona nunca debe abusar de su hogar, ya que en esta narración el hecho resultó en la muerte de decenas de miles de israelitas en la guerra que siguió. Lo que sucede dentro de la pequeña unidad familiar refleja la sociedad en su conjunto, y la paz conyugal es la base de toda sociedad que funcione correctamente. Según algunos comentaristas rabínicos, Fineas pecó debido a que no aprovechó su servidumbre de instrucción de la Torá a las masas en el momento previo a la batalla de Guibeá. Además, tampoco atendió la necesidad de relevar a Jefté su voto de sacrificar a su hija. Como consecuencia, le fue quitado el sumo sacerdocio y fue en cambio entregado temporalmente a la descendencia de Itamar, esencialmente Elí y sus hijos.

## Perspectiva académica
Tradicionalmente, la historia de la concubina de un levita y la historia anterior del Santuario de Miqueas se han visto como material complementario añadido al Libro de los Jueces para describir el caos y la depravación en que se había hundido Israel al final del período de los Jueces, y justificar así el establecimiento de la monarquía. La falta de esta institución ("En aquel tiempo no había rey en Israel") se repite varias veces, como en Jueces 17:6; 18:1; 19:1; y 21:25.
Yairah Amit en The Book of Judges: The Art of Editing (2007), concluyó que los capítulos 19-21 fueron escritos por un autor post-exílico cuya intención era hacer una declaración política de que Israel trabaja en conjunto.
Según los estudiosos, el texto bíblico que describe la batalla y los acontecimientos que la rodearon es considerablemente tardío, se originó cerca de la época de la recopilación de Jueces por parte del deuteronomista a partir de su material original, y claramente tiene varias exageraciones tanto en números como en modos de guerra.  Además, la falta de hospitalidad que desencadenó la batalla recuerda el relato de la Torá sobre Sodoma y Gomorra .   Muchos eruditos bíblicos concluyeron que el relato era un giro político, cuyo objetivo era disfrazar las atrocidades llevadas a cabo por la tribu de Judá contra Benjamín, probablemente en la época del rey David, como un acto de venganza o rencor de David contra sus asociados. del rey Saúl, al retroceder en el tiempo y agregar un motivo más justificable.  Más recientemente, los eruditos han sugerido que es más probable que la narrativa se base en un núcleo de verdad, particularmente porque explica el marcado contraste en la narrativa bíblica entre el carácter de la tribu antes del incidente y su carácter después. 
Ken Steven Brown (2015) hizo comparaciones entre Jueces 21 y Números 31, afirmando: "Este mandato [en Números 31:17-18] de matar a todos menos a las jóvenes vírgenes no tiene precedentes en el Pentateuco. Sin embargo, [Jueces 21] precisamente es paralelo al mandato de Moisés. (...) Al igual que Números 25, la historia narrada en Jueces 19-21 se centra en el peligro de la apostasía, pero su relato de guerra civil y escalada de violencia también enfatiza la tragedia que puede resultar de la aplicación indiscriminada de חרם [herem, que significa "devoción a Yahvé, generalmente para destrucción completa"]. Todo el relato es muy irónico: los israelitas se propusieron vengar la violación de una mujer, sólo para autorizar las violaciones de seiscientas más. Lamentan los resultados de una matanza, entonces cometen otra para repararla."  : 77–78 

## Interpretación feminista
Es evidente que la mujer victimizada no tiene voz, como suele ocurrir en el caso de la violación. Según Brouer, muchos autores bíblicos "valoran mucho a las mujeres y hablan rotundamente contra la violación".  La mujer se distingue de los demás personajes en la historia por no tener nombre ni voz.  Es descripta como una mujer de Belén, quien creció en una sociedad agraria centrada en la familia poco después de la muerte de Josué (Jueces 1:1).  Tenía el estatus de concubina (hebreo pilegesh ), más que de esposa, de un levita que vivía en Efraín. Madipoane Masenya escribe:

Parece que ella no era una 'pilegesh' ordinaria. Esto se respalda por la observación de que la palabra 'neerah' se puede traducir como 'mujer recién casada'. Además, el padre de la 'pilegesh' es referido como 'hatoh' o 'hatan', lo que significa literalmente 'el que tiene un yerno', es decir, un suegro en relación con el esposo de la 'pilegesh', el levita. Por lo tanto, elijo traducir la palabra 'pilegesh' como 'una esposa legítima', una de las esposas del levita...

Debido a que era raro que una mujer dejara a su marido, el narrador usa un lenguaje duro para describir el motivo por el que la concubina se fue. Se dice que se prostituyó contra su marido.  Aunque se supone que es una prostituta, el verbo hebreo para prostitución, zanah, también puede significar "estar enojado".  Tradicionalmente, los traductores e intérpretes han seguido el primer verbo, pero algunos eruditos modernos prefieren el último verbo porque este significado se alinea mucho mejor con los textos griegos. Otra posible explicación es que debido a que el levita le habló duramente, ella actuó por su cuenta y huyó a la casa de su padre donde fue recibida. Por lo tanto, el levita tuvo que cambiar su forma de hablar para que ella regresara con él. 
A lo largo de la historia, la concubina nunca tiene un papel hablante. Sólo los hombres hablan, aunque la historia se centra en una mujer. Cuando el levita encuentra a su concubina por la mañana, no está claro si está muerta, ya que no hay respuesta. Se desconoce cuándo muere la concubina; ya sea durante la noche brutal, en el camino de regreso a Efraín, o cuando el levita desmembra su cuerpo.

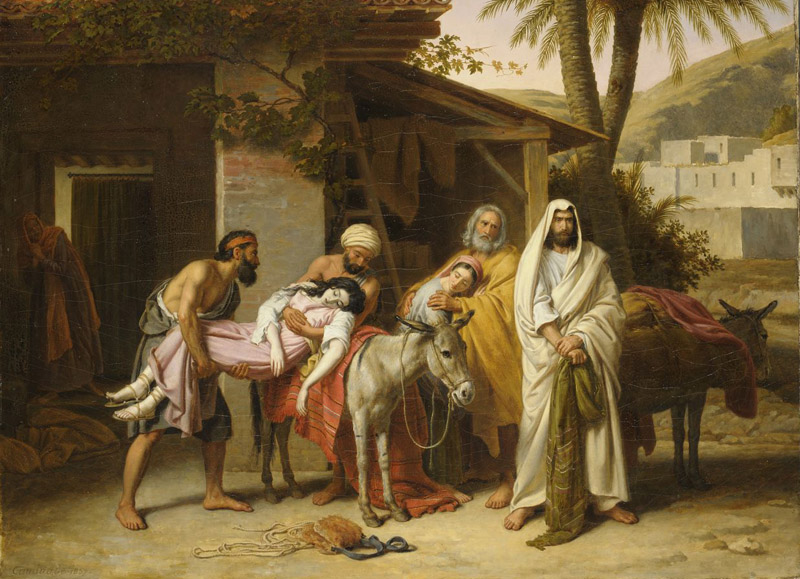
El levita de Efraín, AF Caminade (1837).

En una época en la que no había rey ni gobernante en Israel, el anciano usa a la concubina para proteger al levita, pensando que esto era lo correcto. Los hombres de la ciudad nunca vieron problema en sus acciones contra los extranjeros. The Priscilla Papers, una revista cristiana igualitaria, hace mención de la narrativa y escribe: "Al equiparar 'violación' con hacer 'el bien ante sus ojos', el texto hace una poderosa declaración retórica al conectar un tema clave a lo largo de Jueces con la violación de la concubina: Cada uno hacía lo que consideraba bueno ante sus ojos, pero era malo ante los ojos de Dios." 
Jueces 19 concluye diciendo que nada parecido había ocurrido desde el Éxodo de los israelitas del Antiguo Egipto..Comparando el sacrificio del cordero en las puertas en Egipto con la concubina en la puerta usando lenguaje sacrificial, Brouer avanza la declaración final del narrador diciendo:

La violación, la muerte y el desmembramiento [de la concubina se presentan] como una antítesis del sacrificio de la Pascua. El narrador concluye Jueces 19 con la exhortación de poner tu corazón en ella, aconsejar sabiamente en su nombre y hablar (Jueces 19:30).

## En el folklore
En 1875, el Palestina Exploration Quarterly publicó un relato de una historia similar contada por un anciano árabe de Jaba'. Según este relato, un cristiano de Belén que viajaba a Taybeh con su esposa o su hija se detuvo en Jaba' al caer la noche. Los lugareños entraron a la casa mientras dormían profundamente y violaron a la mujer, que fue encontrada muerta por la mañana. El cristiano cortó el cuerpo por la mitad y envió un trozo a Taybeh y el otro a Mukhmas. Sus habitantes, también cristianos, se rebelaron inmediatamente y dos bandas rodearon la aldea por el este y el oeste. Los habitantes de Jaba' fueron atraídos fuera de su ciudad por la primera, que fingió irse. Atrapados entre las dos bandas, todos los residentes de Jaba' fueron masacrados en la llanura de El Merj fil Moonka, que se encuentra entre Jaba' y el comienzo de Wady Bab esh Shab. El fellah afirmó que el trigo continúa creciendo a grandes alturas en esta llanura maldita, pero no produce grano.